# واصل (تصوف)
الوَاصِلُ، وجمعه الوَاصِلُونَ، هو السالك الملتزم بالأوراد حتى وصل إلى مشارف رفع الحجاب عن قلبه وولوجه حضرة الله، والوَاصِلُ رتبة من رتب الصّوفيَّة.